# Яркенд (река)
Яркенд (на китайски: 叶尔羌河; уйгурски يەكەن دەرياسى; на пинин: Yè’ěrqiāng Hé) е река в Западен Китай, в Синдзян-уйгурския автономен регион, средна съставяща на река Тарим. Дължината ѝ е 1097 km, а площта на водосборния ѝ басейн – 98 900 km² (според китайски източници). Според английски, руски, испански и френски източници съответно – 1332, 858, 1068, 970 km; 98 900, 81 400, 108 000, 80 000 km².
Река Яркенд води началото си на 5174 m н.в., като изтича от ледника Рамо, спускащ се по североизточния склон на планината Каракорум, под името Раскемдаря. След поредица от грандиозни каньони и дефилета и малки долинни разширения пресича крайните западни части на планината Кунлун и югозападно от град Яркенд излиза от планините, като образува огромен наносен конус с многочислени ръкави. След това реката тече на север и североизток през най-западната част на Таримската равнина – западната част на пустинята Такламакан, като тук коритото ѝ е неустойчиво и често сменя своето местоположение. В северозападната част на пустинята на 1024 m н.в. се съединява с идващите отляво и отдясно реки Аксу и Хотан и трите заедно дават началото на най-голямата река в Централна Азия – Тарим, която далеч на изток губи водите си в пустинята Такламакан. Има два основни притока: Ташкурган (ляв) и Тизнаб (десен). Яркенд има ясно изразено лятно пълноводие, обусловено от топенето на снеговете и ледниците в планините и дъждовете през този сезон. През пролетта в долното течение пресъхва. Средният годишен отток на реката е около 170 m³/s. Най-голямото селище по течението ѝ е град Яркенд, най-големият в Таримската равнина.